# 布坦妮·翁格
布坦妮·翁格（英語：Brittany Wenger，1994年—），是首位得到2012年GSF（線上科學競賽）獎項的美國學生，目前就讀於杜克大学。

## 生平
当时她进入科学博览会，创造一个人工「大脑」，透过基础网络的应用程式來准确地评估乳腺癌迹象的组织样本。青少年建立云端计算的神经网络 — 一种电脑程式编码来处理数据和检测模式，目前对于恶性肿瘤敏感度测得99.1%，是史上堪稱第一位大贏家，更榮獲五萬美元的獎助學金。当年翁格谈过她的软件在TED亚特兰大的大会里。于2013年，代表Out-of-Door学院，是一位英特尔科学人才的总顾问。